# Everett Dirksen
Everett McKinley Dirksen, né le 4 janvier 1896 à Pekin (Illinois) et décédé le 7 septembre 1969 à Washington (district de Columbia) d'un cancer, fut un militaire et homme politique américain, membre parti républicain et ancien sénateur de l'Illinois de 1951 à 1969.
En tant que chef de la minorité au Sénat pendant une décennie, il joue un rôle clé dans la politique des années 1960, notamment en aidant à écrire et à passer les Civil Rights Acts de 1964 et 1968, les deux monuments de la législation sur les droits civiques. Il est l'un des plus fervents partisans au Sénat de la guerre du Vietnam, étant appelé « Le Magicien d'Oz » pour son style oratoire.

## Culture populaire
En 2016, Ray Wise l'incarne dans le téléfilm All the Way de Jay Roach.